# 옥스팜

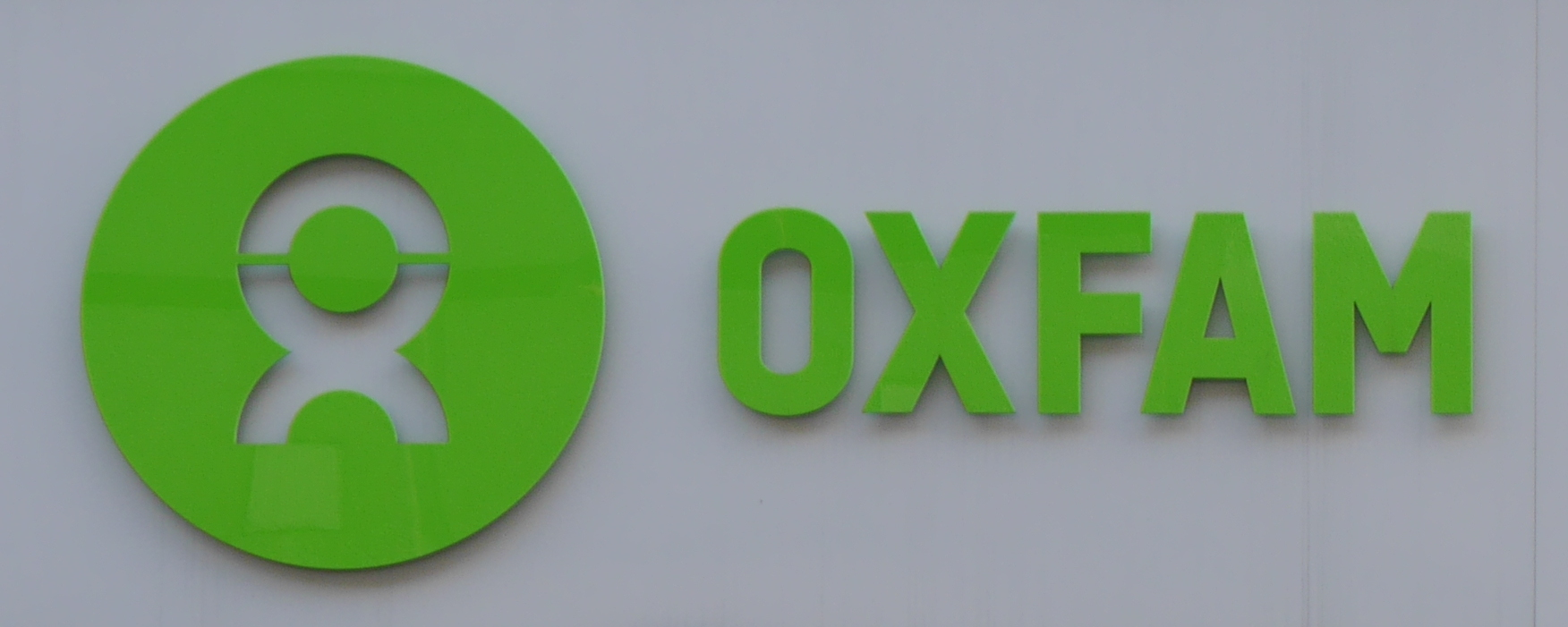

옥스팜 인터내셔널(영어: Oxfam International)은 14개 기구의 연합체로서 100여 개국에서 3,000여 개의 제휴 협력사와 함께 구호활동을 펼치고 있는 단체이다. 빈곤 해결과 불공정 무역에 대항하는 대표적인 기구이다.
옥스팜 인터내셔널 사무국은 세계 도처에 뻗어 있는 지사를 연결하고 지사 및 관련 단체를 연결함으로써 가난과 불공정 무역 시스템에 대해 변혁을 요구하는 캠페인을 추진하며 계발 계획과 긴급 구호 상황에 대처한다. 2013년 시점 위니 비아니마가 사무총장을 맡고 있다.
옥스팜은 1942년 설립된 단체로서 옥스퍼드 학술위원회의 머리글자를 딴 Ox와 기근을 나타내는 영단어 Famine의 앞 세글자 Fam을 따서 명명됐다. 초기 퀘이커 교도 단체와 사회운동가들도 함께 동참했다. 이 단체가 현재 옥스팜 영국으로서 현재에도 옥스퍼드에 본사를 두고 있다. 영국 지부에서는 2차 세계대전 당시 추축국에 점령당해 있던 그리스의 빈민들에게 식량을 제공할 수 있도록 영국 정부에 지속적인 요청을 하고 캠페인을 벌이는 데 큰 목표를 두었다. 최초의 해외 지사는 1963년 캐나다에 설립된 것으로서 1965년 현재의 OXFAM으로 전신명을 확정지었다. 캐나다 지부는 옥스팜 인터내셔널의 원년 단체이자 가장 넓은 영향력을 두고 있는 지부이다.

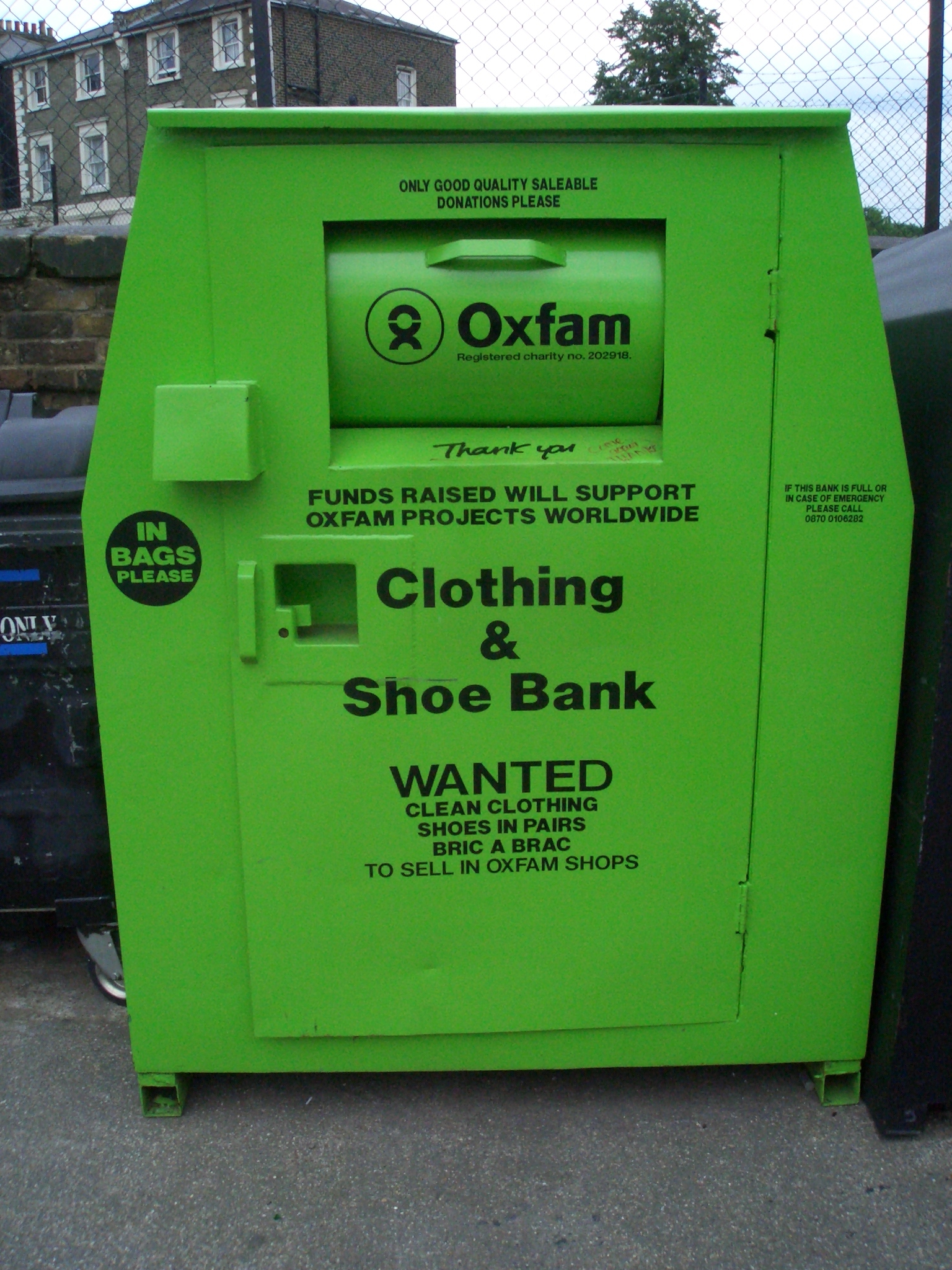
옥스팜 의류 및 신발 은행

초창기 옥스팜의 최대 관심사는 기아를 줄이고자 식량을 보급하고 이에 관련한 조정안을 확립하는 것이었으나 후에는 빈곤과 기아의 근본적인 원인을 타파할 수 있도록 하는 대안을 찾는 것으로 목표를 수정했다. 식량과 의료물품 이외에도 옥스팜은 사람들이 자가회생할 수 있도록 지원하며 세계 무역시장에 제3세계 및 후진국의 공예품과 생산물이 공급될 시 정당하고 적당한 가격에 매입 및 판매를 이룰 수 있도록 함으로써 공정한 무역을 이룰 수 있도록 지원한다.
옥스팜의 계발계획은 크게 3가지 중점을 둔다. 개발 작업은 장기적으로 특정 공동체를 가난에서 벗어날 수 있도록 하며 지속 가능한 해결책을 스스로 찾을 수 있도록 하는 것이다. 둘째로 인도주의적 구호 활동은 심각한 자연 재해 및 분쟁으로 즉시 구호와 도움이 필요한 곳에 물자 및 인력을 파견하여 조속한 문제 해결을 꾀하는 것이다. 특별히 물과 보건에 집중한다. 마지막으로는 로비스트 육성과 옹호 활동을 추진하며 캠페인 활동을 벌여 정책 결정에 지역, 국가 및 국제 수준에 걸맡게 분쟁을 조정할 수 있도록 계획을 수립한다.

## 채리티숍(자선상점)

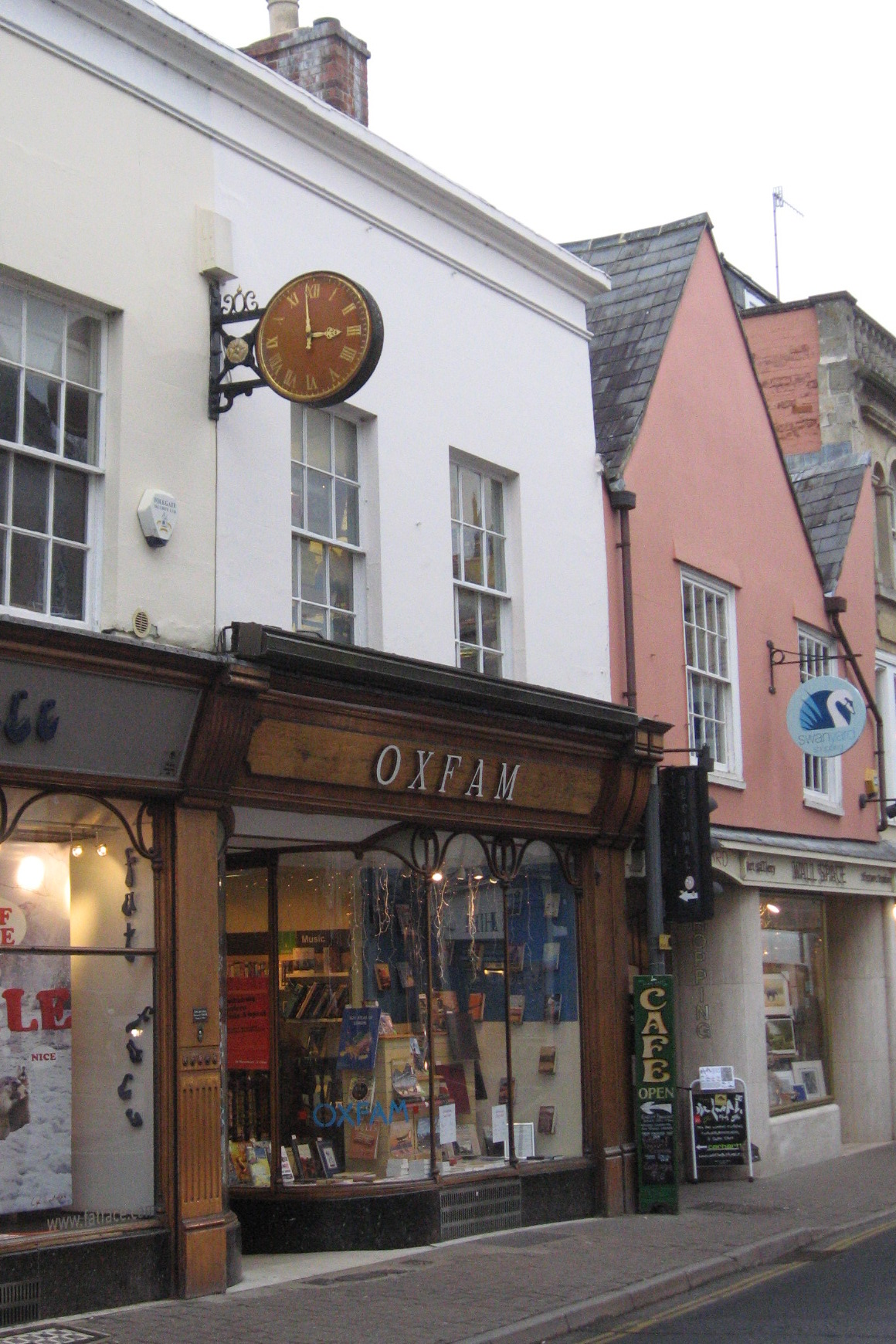
옥스팜 가게

옥스팜은 세계 전역에 공정무역 상품과 의복, 직물 등을 판매한다. 최초의 채리티숍을 1948년 열었으며 수익금은 옥스팜의 구호활동 및 국제개발활동 등에 사용된다. 영국에만 500개 이상의 상점이 있으며 100여 개 정도는 책과 음반 전문점이다. 옥스팜은 유럽을 통틀어 가장 큰 중고서적 소비 단체이며 매년 1,200만 권을 판매한다. 

## 기금 출연
옥스팜은 채러티숍 이외에도 기금 모금을 성공적으로 거두고 있다. 영국에서는 50만 명 이상이 기금 내지는 유사하게 기부 활동에 참여하고 있다. 런던 마라톤 참가자들은 옥스팜을 위한 기금 모금활동으로 참가하기도 하며 자원봉사 활동을 함으로써 이에 대해 기금을 모금받기도 한다. "트레일워커"라는 러닝대회를 통해 모금 촉진에 앞장서고 있으며 홍콩, 오스트레일리아, 뉴질랜드, 대한민국 등에서 열린다.

## 비판

### 정치적 중립
옥스팜은 정치적으로 중립적인 조직이 아니다. 특히 세계 빈곤을 완화할 것이라고 믿는 정치 정책을 지지한다. 일반적으로, 국가와 사회 계층 간의 부의 재분배를 옹호하고 수혜국의 정치적 부패를 근절하는 것같은 글로벌 원조의 양과 긍정적 효과를 극대화하는 데 중점을 둔 입장을 취한다. 2005년, 옥스팜 영국은 Tony Blair의 영국 신노동당 정부와 너무 가까워졌다는 이유로 다른 NGO로부터 비판을 받았다.

### 이스라엘-팔레스타인 분쟁
2002년 옥스팜 벨기에는 블러디 오렌지를 풍자화하여 이스라엘 불매 운동을 선동하는 포스터를 게시했다. 특히 사이먼 비젠탈 센터에서는 피를 흘리는 오렌지와 반유대주의적 혈통을 닮아 노골적인 것으로 간주했다. 그들의 불만에 따라 옥스팜 인터네셔널은 이스라엘의 보이콧을 지지하지 않으며 포스터 메시지가 부적절하다고 생각하며 이러한 유형의 메시지와 관련된 옥스팜을 유감스럽게 생각하고 사과했다. 옥스팜 벨기에는 이안 앤더슨 회장에게 질책을 받았다.
2009년 10월, 옥스팜은 이스라엘 NGO 레가빔에 의해 키랴트 아르바에서 물 절도를 포함한 불법 활동을 하는 팔레스타인인들을 도운 혐의로 기소되었다. 옥스팜은 참여를 거부했다.
옥스팜 영국은 영국의 유대인 공동체를 대표하는 이사회와 협력 관계를 맺었다. Grow-Tatzmiach 프로젝트에는 전 세계 기아 퇴치를 돕기 위한 활동가 훈련 프로그램에 25명을 보내는 것이 포함된다. 협력에 대한 대가로 옥스팜은 "이스라엘 상품 불매 운동을 요구하거나 그렇게 하는 단체를 지원하지 않으며, 폭력을 옹호하거나 이스라엘-팔레스타인 분쟁에 대한 2국가 해결책에 반대하는 조직과 협력하지 않을 것"에 동의했다. 이러한 합의에도 불구하고 여전히 이 프로젝트에 반대하는 양측이 있다.
2012년 옥스팜 보고서가 팔레스타인 영토의 열악한 경제 발전을 이스라엘에게만 책임을 묻는 것에 대해 영국 주재 이스라엘 대사관 대변인은 "팔레스타인 영토의 상황에 대한 옥스팜의 최근 보고서는 분명한 정치적 의제를 담고 있다. 평화 증진과는 거리가 먼 그러한 접근 방식은 분쟁에 대한 협상된 해결에 도달할 가능성을 훼손한다."고 말했다. 
2013년 현재 옥스팜은 2개 국가 솔루션을 승인했으며 이스라엘이 가자 지구 봉쇄를 해제하고 이스라엘 정착 기반 시설을 모두 해체하기를 요구했다.
2014년 1월 17일 영국 옥스팜은 레프트 풋 포워드가 주최측 Ibrahim Hewitt의 동성애 혐오 및 잠재적으로 반유대주의적 발언에 대한 정보를 자선단체에 제출한 후 이스트 런던 모스크에서 열릴 예정이었던 "Gaza: Through my Eyes" 전시회를 취소했다. 인권 운동가인 Peter Tatchell은 행사 취소를 환영하는 것으로 보고되었지만 옥스팜 영국에 대해 "(Hewitt 씨) 그의 참석에 동의하기 전에 적절한 확인을 하지 않은 것은 매우 실망스럽다"고 말했다.
2014년 1월 29일 여배우 스칼렛 요한슨(Scarlett Johansson)은 웨스트 뱅크(West Bank)에 있는 회사인 SodaStream의 TV 광고에 출연한 후 옥스팜(옥스팜)의 국제 대변인직을 사임했다. 그녀의 홍보 담당자는 요한슨이 "8년 만에 옥스팜에서 그녀의 대사 역할을 끝내기로 정중하게 결정했다... 그녀와 옥스팜은 보이콧, 매각 및 제재 운동과 관련하여 근본적인 의견 차이가 있다."라고 말했다.
2015년 2월, 이스라엘 NGO 레가빔(Regavim)은 유럽 연합이 주택 건설에 불법적으로 자금을 지원했다는 보고서를 발표했다. 옥스팜과 다른 NGO들이 프로젝트에 참여했다. 옥스팜은 "인도주의적 근거로" 건설을 옹호했다.
2019년, 이스라엘 정보국은 같은 해에 폭탄 공격을 수행하고 유대인 십대 리나 스나이르브를 살해한 PFLP 자금 지원에 옥스팜 벨기에가 연루되었다고 발표했다. 옥스팜 벨기에는 2017년부터 2018년까지 288.002 유로의 자금을 자회사에 이체했지만 그 이후로는 자금을 조달하지 않았다고 주장했다.
2020년 3월, 영국 주재 이스라엘 대사인 마크 레게브는 옥스팜 웹사이트에서, 특히 시온 장로 의정서에서 반유대주의 서적 판매에 항의했다. 항의가 있은 후 옥스팜 영국의 최고 경영자는 사과하고 책 판매를 중지했다.
2020년 10월 NBC 뉴스에 따르면 옥스팜은 미국 정부의 반유대주의 조직 목록에 포함되어 있다.

### 내부 구조 및 정치적 역할
2005년 10월 New Internationalist라는 잡지는 옥스팜을 기업 스타일의 비민주적인 내부 구조를 가진 "Big International Non-Government Organization(BINGO)"으로 묘사했으며, 특히 국제 빈곤의 원인이 아니라 증상에 대처하고 있다고 했다. 신자유주의 경제학과 심지어 전통적으로 중앙 정부에 의해 행해진 역할을 수행한다. 비슷한 비판이 2005년 7월 Red Pepper 잡지와 2005년 5월 New Statesman의 Katherine Quarmby에서 나왔다. 후자의 기사에서는 Make Poverty History 운동 내에서 옥스팜과 다른 조직 사이에 점점 커지는 균열에 대해 자세히 설명했다.
2011년 Columbia Journalism Review 기사에서 기자 Karen Rothmyer는 일반적으로 NGO와 특히 옥스팜이 언론의 우선 순위에 과도하게 영향을 받고 언론에 부정확한 정보를 제공한다("원조 프로젝트를 다룬 기사는 종종 조직")고 비난했고 "정책에 영향을 미칠 가능성이 있는" 부정적인 고정관념을 영속시키는 것이다라고 비난했다. 그녀는 기자 생활을 1년 쉬고 옥스팜에서 일한 저널리스트 로렌 겔판(Lauren Gelfand)의 초기 작업, 위기 캐러밴(Crisis Caravan)의 저자 린다 폴만(Linda Polman): "구호 단체는 테레사 수녀처럼 차려입은 기업입니다."을 인용했다.  2015년 Omaar와 de Waal은 Food and Power in Sudan에서 "1990년대에는 인도적 지원 기관이 더 많은 책임을 져야 한다는 압력이 커졌다. 주요 활동에 대한 연속적인 검토가 있었고 독립성과 비판이 커졌다."라고 했고, 그들은 OECD 보고서 "르완다의 비상 작전에 대한 합동 평가"를 인용하며, 이 보고서에서 그 팀은 "당국이 거짓이 아닐지라도 반쪽 진실을 말하는 사례를 발견했다"고 언급했으며 제공되는 지원에 대한 수혜자의 견해를 구하려는 기관의 시도"라고 말했다.
옥스팜은 이에 대응하여 "재해로 피해를 입은 사람들에게 제공되는 지원의 질을 개선"하고, "인도적 지원의 핵심 영역에서 일련의 최소 기준을 개발"하며, 이전에는 책임감이 부족했다고 인정했다.

### 2006년 스타벅스와 에티오피아 커피 분쟁
2006년 10월 26일, 옥스팜은 스타벅스가 미국 커피 협회(National Coffee Association, NCA)에 에티오피아의 시다모(Sidamo), 하라르(Harar), 이르가체프(Yirgacheffe)의 세 가지 커피 원두에 대한 미국 상표 출원을 차단하도록 요청했다고 비난했다. 그들은 이것이 에티오피아 커피 농부들에게 최대 4,700만 파운드의 잠재적인 연간 수입을 거부하는 결과를 초래할 수 있다고 주장했다. 에티오피아와 옥스팜 아메리카는 스타벅스가 농부들에게 지불하는 가격 인상을 돕기 위해 에티오피아와 라이선스 계약을 체결할 것을 촉구했다. 문제는 에티오피아의 커피 브랜드인 Sidamo, Yirgacheff 및 Harar를 사용하는 것이었다. 이 브랜드는 Starbucks에 높은 마진을 제공하고 소비자에게 프리미엄을 제공하지만 에티오피아 농부들에게는 매우 낮은 가격을 제공했다. NCA의 로버트 넬슨(Robert Nelson) 국장은 자신의 조직이 경제적인 이유로 반대를 시작했다고 덧붙였다. 경제적으로 에티오피아 커피 농부들에게." NCA는 에티오피아 정부가 잘못된 조언을 받고 있으며 이러한 조치로 인해 시장에서 가격이 하락할 수 있다고 주장했다.
90,000개가 넘는 우려의 편지에 직면한 스타벅스는 옥스팜을 "오도하는 행동"이라고 비난하고 "캠페인을 중단해야 한다"고 주장하는 팜플렛을 매장에 배치했다. 11월 7일 The Economist는 옥스팜의 "단순한" 입장과 에티오피아의 "경제적으로 문맹" 정부를 조롱하며 스타벅스(및 Illy)의 표준 기반 접근 방식이 궁극적으로 농부들에게 더 많은 혜택을 줄 것이라고 주장했다. 2007년 6월에 에티오피아 정부 대표와 Starbucks Coffee Company의 고위 지도자들은 재정 조건을 공개하지 않고 에티오피아의 스페셜티 커피 지정의 중요성과 무결성을 인식하는 유통, 마케팅 및 라이선스에 관한 계약을 체결했다. 스타벅스는 2008년 두 번의 판촉 기간 동안 에티오피아 커피를 판매할 예정이었다. 옥스팜 대변인은 이 거래가 농부들에게 이익이 되는 한 "유용한 단계"처럼 들리며 스타벅스가 "커피에 가치를 더하는 에티오피아인과 (함께) 직접 참여하지 않았던 1년 전보다 큰 진전"이라고 말했다.

### 공정무역 커피
2007년 4월 28일 호주의 보수적인 싱크탱크인 공공문제연구소(Institute of Public Affairs)는 공정무역 커피 홍보에 있어 옥스팜이 무역관행법(Trade Practices Act)에 따라 오도하거나 기만적인 행위를 했다고 호주 경쟁소비자위원회(Australian Competition and Consumer Commission)에 고발했다. 그들은 노동자의 높은 인증 비용과 낮은 임금이 공정무역이 생산자를 빈곤에서 벗어나게 도와준다는 주장을 훼손한다고 주장했다. 이후 위원회는 해당 민원을 기각했다.

### 인구 문제와의 대립
2009년 12월 옥스팜의 연구 책임자인 Duncan Green은 개인이 개발도상국의 가족 계획 서비스에 자금을 지원하여 탄소 배출량을 상쇄할 수 있는 Population Matters(이전에는 Optimum Population Trust로 알려짐)의 PopOffsets 이니셔티브를 불신하려고 했다. Green은 New Statesman의 기고에서 OPT 보고서에서 인구 증가와 환경 악화를 동일시하는 것과 같은 가정은 "지나친 단순화"라고 썼다.
이에 대해 OPT는 이니셔티브에 대한 개발 로비의 일부 반응을 "솔직히 수치스럽다"고 설명하면서 "세상은 비난, 학대 및 히스테리가 없는 인구 문제에 대한 어른스럽고 합리적인 토론이 절실히 필요합니다."고 했다.

### 책방
2010년에 옥스팜은 다국적 기업과 더 자주 관련된 전술을 사용하여 전문 서점을 공격적으로 확장한 것에 대해 비판을 받았다. 이 자선단체는 영국의 많은 지역에 있는 독립 중고 서점과 기타 자선 상점을 희생시키면서 이러한 확장이 이루어졌다고 주장하는 일부 때문에 비판을 받았다.

### Dole 푸드 컴퍼니
2013년 5월 옥스팜은 Dole이 필리핀에서 일하는 직원에 대한 대우를 개선할 때까지 뉴질랜드 바나나에서 'Ethical Choice' 라벨을 제거할 것을 요구했다.

### 2015년 순자산 불평등 연구
Time Inc. Network는 불평등에 대한 2015년 1월의 옥스팜 연구에 대해 2016년 말에 상위 1%가 전 세계 자산의 절반 이상을 소유하게 될 것이라고 응답했다. 그러나 Time은 데이터가 Credit Suisse의 연구를 기반으로 한다고 지적했다. 이 연구인 Global Wealth Databook 2015에서는 개인 자산을 순자산으로 계산했다.

### 아이티와 차드의 직원 성추행
2018년 2월 The Times 신문의 조사에 따르면 옥스팜은 성적 착취, 음란물 다운로드, 따돌림 및 협박에 관한 조사 후 남성 3명의 사임을 허용하고 4명의 심각한 비행 혐의로 해고했다. 옥스팜의 2011년 기밀 보고서에 따르면 아이티의 일부 직원들 사이에서 "불처벌의 문화"가 발견되었으며 '성매매 여성이 미성년자라는 것을 배제할 수 없다'고 결론지었다. 사임이 허가된 직원 중에는 이 자선단체의 벨기에 국가 이사인 Roland Van Hauwermeiren도 있었다. 내부 보고서에서 Van Hauwermeiren은 옥스팜이 자선 기금으로 임대료를 지불한 빌라에서 매춘부를 사용했다고 시인했다. 당시 옥스팜의 최고 경영자인 Dame Barbara Stocking은 Hauwermeiren을 해고하면 자선 단체의 업무와 명성에 "잠재적으로 심각한 영향"을 줄 수 있기 때문에 Hauwermeiren에게 "단계적이고 품위 있는 퇴장"을 제안했다.
옥스팜은 "아무런 조치가 취해질 가능성이 극히 적기" 때문에 아이티 당국에 어떤 사건도 보고하지 않았다. 옥스팜은 사건의 세부사항을 자선위원회에 공개했지만 위원회는 타임즈 조사 후 옥스팜의 최종 조사 보고서를 받은 적이 없으며 옥스팜은 "정확한 주장에 대해 자세히 설명하지 않았으며 미성년자와 관련된 잠재적인 성범죄에 대한 어떠한 암시도 하지 않았다"고 밝혔다." 위원회 대변인은 "우리는 자선 단체가 과거 사건에서 교훈을 얻었다는 확신을 줄 것으로 기대한다"고 말했다. 옥스팜은 나중에 아이티에서 매춘 여성을 사용하는 것이 불법이 아니기 때문에 "부적절한 성행위" 이외의 세부 사항을 위원회에 제공하지 않았다고 설명했다.
이러한 폭로에 대해 재무장관 리즈 트러스(Liz Truss)는 보고서를 "충격적이고 역겹고 우울하다"고 설명했다. 옥스팜은 성명을 통해 "옥스팜은 위법 행위에 대한 모든 주장을 매우 심각하게 취급한다. 2011년 아이티에서 성추행을 포함한 다양한 혐의를 알게 된 즉시 내부 조사를 시작했다. 조사가 공개적으로 발표되었다. 그리고 직원들은 결과가 나올 때까지 정직되었다."라고 밝혔고, "미성년 소녀들이 연루되었을 수 있다는 주장은 입증되지 않았다"고 덧붙였다. BBC의 Andrew Marr Show에서 국제 개발 장관인 Penny Mordaunt는 옥스팜이 "스캔들"에 대한 "도덕적 리더십"에 실패했다고 말했다. Mordaunt는 또한 옥스팜이 정부에 혐의의 세부 사항을 보고하지 않음으로써 "절대적으로 잘못된 일"을 했다고 말했다. 이 사건으로 인해 영국 의회의 국제 개발 위원회는 2018년 7월 31일 인도적 지원 부문의 성희롱 및 학대에 대한 보고서를 발표했다.
옥스팜은 Van Hauwermeiren이 2006년 Chad에서 옥스팜의 구호 활동 책임자로 있을 때 그곳에 있는 옥스팜 팀 하우스에서 매춘 여성을 반복적으로 이용했으며 옥스팜의 직원 중 한 명이 그의 행동으로 인해 해고되었다는 사실을 알고 있었다. 옥스팜의 부사장 Penny Lawrence는 모든 책임을 지고 "우리가 적절하게 조치를 취하지 못한 아이티와 차드 직원의 행동에 대해 우려가 제기됨"을 인정하고 사임했다. 2012년과 2015년 사이에 조직의 성추행에 대한 수석 조사관이었던 고위 직원 헬렌 에반스가 새로운 혐의를 제기했다. 의학 저널 Lancet의 한 논평가는 옥스팜 섹스 스캔들이 놀라운 일이 아니라고 주장했다.

## 같이 보기
- 아름다운가게